# Want to Want Me
«Want to Want Me» es una canción interpretada por el cantante estadounidense Jason Derulo incluida en su cuarto álbum de estudio, Everything Is 4, del año 2015. Fue lanzado como sencillo principal del álbum el 9 de marzo de 2015. Fue escrita por Derulo, Chris Brown, Sam Martin, Lindy Robbins, Mitch Allan y su productor, Ian Kirkpatrick.
En la lista Billboard Hot 100, la canción se posicionó en el puesto cinco, convirtiéndose en el sexto top diez de Derulo en los Estados Unidos. La canción encabezó la lista UK Singles Chart del Reino Unido con ventas en su primera semana de 127.000 unidades. La canción marcó el cuarto sencillo número uno de Derulo en el Reino Unido, después de «In My Head» (2010), «Don't Wanna Go Home» (2011) y «Talk Dirty» (2013). «Want to Want Me» se convirtió en el sencillo número uno en el Reino Unido durante cuatro semanas.

## Antecedentes
Derulo dijo que la canción ha sido compuesta inicialmente para el álbum Everything Is 4, y decidió lanzarla como sencillo principal del álbum después de que muchos amigos la escucharan.
La canción fue coescrita por Chris Brown y originalmente se pretendía que iba a pertenecer a su álbum X, pero luego Chris Brown descartó la canción por considerarla inconsistente para su álbum.
Olly Murs iba a lanzar originalmente la canción, pero luego la rechazó porque no podía alcanzar las notas altas. Posteriormente reconoció que se arrepintió de rechazarlo después de ver que la canción se volvió popular.
El 3 de junio de 2016, Derulo interpretó la canción durante la ceremonia de apertura de la Copa América Centenario en el Levi's Stadium en Santa Clara, California.

## Composición musical
La canción está escrita y grabada en la clave de Mi♭ Mayor, a una velocidad de 112-116 latidos por minuto. Cuenta con una progresión de acordes principales de Mi♭ -Dom.

## Recepción crítica
La revista Time nombró a «Want to Want Me» como la tercera mejor canción de 2015.

## Rendimiento comercial
"Want to Want Me" debutó en el puesto 45 en la lista Billboard Hot 100 el 28 de marzo de 2015. La canción pasó al puesto diez en la semana del 9 al 16 de mayo de 2015, antes de llegar al puesto cinco el 20 de junio.

## Vídeo musical
El video musical de la canción fue dirigido por Colin Tilley. Fue estrenado a través de Tinder el 23 de marzo de 2015. El video muestra a la modelo glamour Tianna Gregory como el interés amoroso de Derulo en el video.

## Lista de canciones
1. «Want to Want Me» – 3:27

Descarga digital - Westfunk Remix
1. «Want to Want Me» (Westfunk Remix) - 3:13

Otras versiones
- 7th Heaven Radio Edit - 3:27

## Créditos y personal
Créditos adaptados de Tidal y las notas de Everything Is 4.
- Sam Martin - corista
- Nate Merchant - ingeniero
- Chris Gehringer - ingeniero de masterización
- John Hanes - ingeniero de mezcla
- Serban Ghenea - ingeniero de mezcla
- Frank Ramirez - ingeniero de grabación
- JP Negrete - Ingeniero de grabación

## Posicionamiento en las listas
| Listas (2015–2016)                      | Mejor posición |
| --------------------------------------- | -------------- |
| Alemania (Media Control AG)             | 2              |
| Australia (ARIA)                        | 4              |
| Austria (Ö3 Austria Top 40)             | 1              |
| Bélgica (Flandes) (Ultratop 50)         | 18             |
| Bélgica (Valonia) (Ultratop 50)         | 17             |
| Canadá (Canadian Hot 100)               | 5              |
| CEI (Tophit)                            | 14             |
| Dinamarca (Tracklisten)                 | 5              |
| Escocia (Scottish Singles Sales Chart)  | 1              |
| Eslovaquia (Singles Digitál Top 100)    | 9              |
| Eslovenia (SloTop50)                    | 2              |
| España (PROMUSICAE)                     | 6              |
| Estados Unidos (Billboard Hot 100)      | 5              |
| Estados Unidos (Adult Contemporary)     | 8              |
| Estados Unidos (Adult Top 40)           | 3              |
| Estados Unidos (Dance/Mix Show Airplay) | 1              |
| Estados Unidos (Hot Dance Club Songs)   | 24             |
| Estados Unidos (Mainstream Top 40)      | 1              |
| Estados Unidos (Rhythmic)               | 4              |
| Finlandia (OFC)                         | 17             |
| Francia (SNEP)                          | 6              |
| Hungría (Rádiós Top 40)                 | 39             |
| Hungría (Single Top 40)                 | 14             |
| Irlanda (IRMA)                          | 3              |
| Italia (FIMI)                           | 8              |
| Israel (Media Forest)                   | 1              |
| Japón (Japan Hot 100)                   | 31             |
| Líbano (Lebanese Top 20)                | 8              |
| Nueva Zelanda (Recorded Music NZ)       | 3              |
| Noruega (VG-lista)                      | 16             |
| Países Bajos (Dutch Top 40)             | 6              |
| Países Bajos (Mega Single Top 100)      | 7              |
| Polonia (Polish Airplay Top 100)        | 4              |
| Reino Unido (UK Singles Chart)          | 1              |
| República Checa (Rádio Top 100)         | 2              |
| Suecia (Sverigetopplistan)              | 13             |
| Suiza (Schweizer Hitparade)             | 3              |

| Listas (2015)                                     | Posición |
| ------------------------------------------------- | -------- |
| Alemania (Official German Charts)                 | 16       |
| Australia (ARIA)                                  | 24       |
| Austria (Ö3 Austria Top 40)                       | 13       |
| Bélgica (Ultratop Flanders)                       | 60       |
| Bélgica (Ultratop Wallonia)                       | 51       |
| Canadá (Canadian Hot 100)                         | 12       |
| CIS (Tophit)                                      | 101      |
| Eslovenia (SloTop50)                              | 20       |
| Estados Unidos Billboard Hot 100                  | 17       |
| Estados Unidos Adult Contemporary (Billboard)     | 18       |
| Estados Unidos Adult Top 40 (Billboard)           | 12       |
| Estados Unidos Dance/Mix Show Airplay (Billboard) | 14       |
| Estados Unidos Mainstream Top 40 (Billboard)      | 11       |
| Estados Unidos Rhythmic (Billboard)               | 21       |
| Francia (SNEP)                                    | 23       |
| Hungría (Single Top 40)                           | 53       |
| Israel (Media Forest)                             | 3        |
| Italia (FIMI)                                     | 15       |
| Nueva Zelanda (Recorded Music NZ)                 | 15       |
| Polonia (ZPAV)                                    | 7        |
| Países Bajos (Dutch Top 40)                       | 21       |
| Países Bajos (Single Top 100)                     | 24       |
| Reino Unido Singles (Official Charts Company)     | 16       |
| Rusia Airplay (Tophit)                            | 103      |
| Suecia (Sverigetopplistan)                        | 27       |
| Suiza (Schweizer Hitparade)                       | 13       |

| Listas (2016)                                 | Posición |
| --------------------------------------------- | -------- |
| Argentina (Monitor Latino)                    | 67       |
| Brasil (Brasil Hot 100)                       | 23       |
| Estados Unidos Adult Contemporary (Billboard) | 23       |
| Francia (SNEP)                                | 174      |

## En la cultura popular
La cantante y actriz estadounidense Katharine McPhee interpretó la canción sincronizando los labios en el programa Lip Sync Battle junto con «Shake It Fast» de Mystikal para vencer a Jason Derulo.
La canción aparece en el videojuego Just Dance 2016.